# Řešetova Lhota

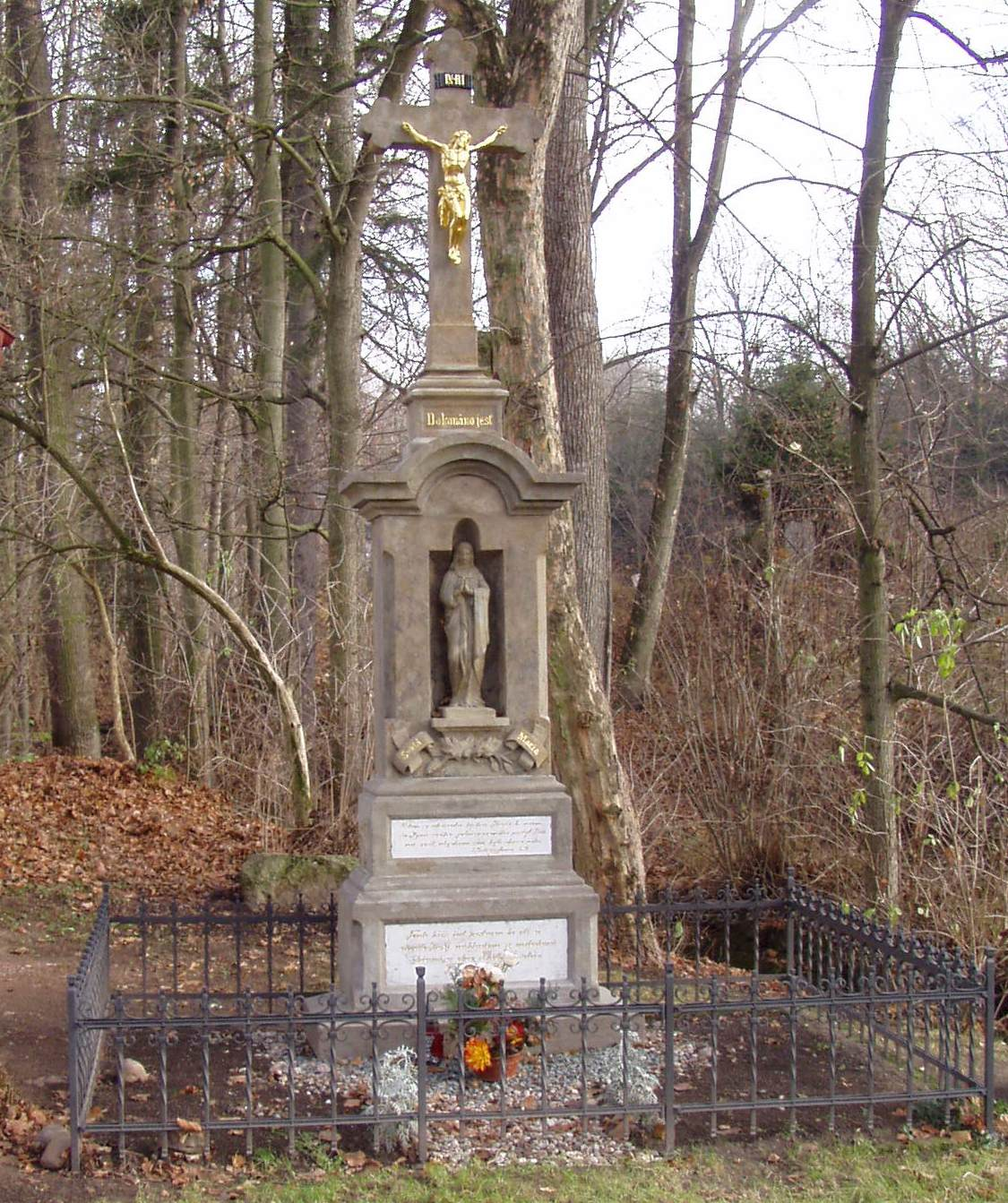
Kreuz mit Sockel und Marienfigur

Řešetova Lhota (deutsch Lhota Reschetowa, später Lhota bei Studnitz) ist ein Ortsteil der Gemeinde Studnice u Náchoda im Okres Náchod in Tschechien. Es liegt zwei Kilometer nördlich von Studnice an der Olešnice, einem linken Zufluss der Úpa.

## Geographie
Řešetova Lhota liegt westlich des Babiččino údolí. Nachbarorte sind Olešnice (Woleschnitz) und Červený Kostelec im Norden, Trubějov, Horní Rybniky und Dolní Radechová im Nordosten, Lhotky und Kramolna im Osten, Vysokov und Starkoč (Starkotsch) im Südosten, Studnice im Süden, Česká Skalice im Südwesten, Třtice (Rohrbusch) und Žernov im Westen und Červená Hora im Nordwesten.

## Geschichte
Es ist nicht bekannt, wann Řešetova Lhota gegründet wurde. 1422 war sie im Besitz des Petr Řešetka, von dem sich der Ortsname ableitet. Dessen Tochter Ludmila war mit Jan von Chvalkovice verheiratet. Unter den nachfolgenden Besitzern sind u. a. Kuneš Bohdanecký und die Straka von Nedabilitz (Strakové z Nedabilic) belegt. 1716 verkaufte Nikolaus Strak von Nedabilitz (Mikuláš Strak) Řešetova Lhota, das damals auch als Strakowa Lhota bezeichnet wurde, der Witwe des Herzogs Lorenzo Piccolomini, Anna Viktoria, geborene Kolowrat. Sie handelte als Vormündin ihres Sohnes Giovanni Venceslao Piccolomini und gliederte es der Herrschaft Nachod ein. Da sie es als ein Allod erwarb, konnte es frei vererbt bzw. verkauft werden. Unter dem kurländischen Herzog Peter von Biron, der die Herrschaft Nachod 1792 erworben hatte, erhielt Řešetova Lhota ein eigenes Privileg zum Frondienst.
1836 sind für Řešetova Lhota, das nach Studnitz eingepfarrt war, 376 Einwohner belegt, die in 57 Häusern wohnten. Außerdem bestand damals ein emphyteutischer Meierhof, eine Mühle, ein Wirtshaus und ein Hegerhaus. Bis zur Ablösung der Patrimonialherrschaft Mitte des 19. Jahrhunderts blieb Řešetova Lhota mit der Herrschaft Nachod verbunden. Danach bildete es eine eigene Gemeinde im Bezirk Neustadt an der Mettau.
Im Jahre 1991 hatte Řešetova Lhota 165 Einwohner. 2001 bestand der Ort aus 74 Wohnhäusern, in denen 155 Menschen lebten.

## Sehenswürdigkeiten
- Kreuz mit beschriftetem Sockel und Marienfigur